# Sun Bigan
Sun Bigan (chiń. 孙必干) (ur. w czerwcu 1941, zm. 12 stycznia 2022) – chiński dyplomata.
Pierwszy ambasador Chińskiej Republiki Ludowej w Królestwie Arabii Saudyjskiej. Pełnił tę funkcję między wrześniem 1990 a grudniem 1993 roku. Od czerwca 1999 do czerwca 2002 był ambasadorem w Iranie.